# Месечева мочвара
„Месечева мочвара” (енгл. The Moon-Bog) је приповетка америчког писца Хауарда Филипса Лавкрафта, написана 1921. и први пут објављена у часопису Weird Tales у јуну 1926. године.

## Радња
У причи, неименовани приповедач описује кобну судбину свог доброг пријатеља Дениса Берија, Американца ирског порекла који се вратио на имање својих предака у Килдерију, измишљеном селу у Ирској. Бери игнорише молбе сујеверних мештана да не исуши оближњу мочвару, те се суочава са несрећним натприродним последицама.

## Позадина
Лавкрафт је причу написао на брзину и по наруџбини, као „шокер” за после вечере на којој су се окупили новинари аматери у Хаб Клубу у Бостону 10. марта 1921. године. Састанак је имао тему Дана Светог Патрика, као и ирску поставку. С. Т. Џоши и Дејвид Е. Шулц описују „Месечеву мочвару” као „једну од најконвенционалнијих натприродних прича у Лавкрафтовом опусу”.
Као и у многим Лавкрафтовим причама, „Месечева мочвара” има јаке елементе његове аутобиографије – попут Берија, Лавкрафт је сањао да откупи дом својих предака у Енглеској и да поврати свој положај међу земљопоседницима. Иста тема је обрађена са већом дубином у Лавкрафтовој замашнијој причи „Пацови у зидовима” (1923). Постоји и још један аутобиографски елемент у „Месечевој мочвари” – Лавкрафт је видео своје дечачко уточиште у Мачјој мочвари коју су градске власти откупиле са циљем да је заштите од градитеља стамбених насеља. Али уместо тога град је дозволио да се исуши за потребе развоја, и 200 нових кућа је подигнуто на том месту 1919. године.
У причи, Лавкрафт се ослања на легенду о првим освајачима Ирске, Партолонима − и изненадној куги која их је збрисала око 1200. године пре нове ере. Он се такође ослања на веровање, тада веома уобичајено и укорењено међу Ирцима, о медитеранском пореклу ирске расе и да су Партолони „првобитно дошли из Грчке”.
Прича има сличност у својој теми и приступу каснијем ирском роману лорда Дансенија Проклетство мудре жене (1933), иако С. Т. Џоши одбацује могућност било каквог Лавкрафтовог утицаја на Дансенија.

## У осталим медијима
Године 2022, кратки документарни филм о овој приповеци и Лавкрафтовом односу према Ирској под насловом Х. Ф. Лавкрафт и Месечева мочвара премијерно је приказан на Филмском фестивалу Х. Ф. Лавкрафта у Портланду, Орегон.